# SN 2011H
SN 2011H – supernowa typu Ia odkryta 4 stycznia 2011 roku w galaktyce UGC 1837. W momencie odkrycia miała maksymalną jasność 15,60m.